# Prix D'ami
Prix D'ami es un álbum en vivo del músico argentino Charly García. El disco fue una grabación pirata del acto de García durante la re-inauguración del local Prix D'ami, el 30 de septiembre de 1992. Grabado en dicho lugar, el registro en vivo recorre la carrera del músico hasta ese momento y cuenta con la participación de Andrés Calamaro en la canción "No voy en tren". 

## Lista de canciones
Todas las canciones escritas y compuestas por Charly García, excepto donde se indica. 
| N.º   | Título                                                        | Duración |  |
| 1.    | «Intro-Instrumental»                                          | 0:56     |  |
| 2.    | «Nos siguen pegando abajo»                                    | 3:22     |  |
| 3.    | «Tuve tu amor»                                                | 3:57     |  |
| 4.    | «No soy un extraño»                                           | 3:32     |  |
| 5.    | «Canción para mi muerte»                                      | 5:42     |  |
| 6.    | «De mí»                                                       | 2:39     |  |
| 7.    | «Raros peinados nuevos»                                       | 3:40     |  |
| 8.    | «No se va llamar mi amor»                                     | 2:39     |  |
| 9.    | «Ella es bailarina»                                           | 2:45     |  |
| 10.   | «Solo un poquito no más» (Dubatz/García)                      | 3:56     |  |
| 11.   | «Fanky»                                                       | 5:11     |  |
| 12.   | «Mr Jones, o pequeña semblanza de una familia tipo Americana» | 2:11     |  |
| 13.   | «Rap de las hormigas»                                         | 4:49     |  |
| 14.   | «Yo no quiero volverme tan loco»                              | 4:13     |  |
| 15.   | «Me siento mucho mejor» (Gene Clark)                          | 3:17     |  |
| 16.   | «No voy en tren»                                              | 3:52     |  |
| 17.   | «Inconsciente colectivo»                                      | 5:20     |  |
| 18.   | «Demoliendo hoteles»                                          | 7:10     |  |
| 69:11 |                                                               |          |  |

## Músicos
- María Gabriela Epumer: Guitarra.
- Hilda Lizarazu: Coros.
- Charly García: Teclados, Guitarra, Bajo y voz.
- Fabián Quintiero: Teclados.
- Fernando Lupano: Bajo.
- Jorge "Bruja" Suárez: Armónica.
- Fernando Samalea: Batería.

## Invitados
- Juanse: En tema 12.
- Andrés Calamaro: En tema 16.

## Ficha técnica
- Grabación: Grabado en el local Prix D'ami, en 1992.

- Datos: Q9062926